# Сарни
Сарни (укр. Сарни) град је Украјини у Ривањској области. Према процени из 2012. у граду је живело 28.744 становника.

## Становништво
Према процени, у граду је 2012. живело 28.744 становника.
| 1979.  | 1989.  | 2001.  | 2012.  |
| ------ | ------ | ------ | ------ |
| 19.137 | 29.269 | 28.144 | 28.744 |

## Градови побратими
- Нови Двор Гдањски